# Brown megye (Dél-Dakota)
Brown megye az Amerikai Egyesült Államokban, azon belül Dél-Dakota államban található. Megyeszékhelye és legnagyobb városa Aberdeen. Lakosainak száma 38 301 fő (2020. április 1.). Brown megye Dickey, Sargent, Marshall, Day, Spink, Faulk, Edmunds és McPherson megyékkel határos.

## Népesség
A megye népességének változása:
| Lakosok száma | 36 621 | 36 839 | 37 360 | 37 907 | 38 785 | 38 301 |
|               | 2010   | 2011   | 2012   | 2013   | 2015   | 2020   |